# Гюгетт Бушардо
Гюгет Бушардо (1 червня 1935 , Сент-Етьєн ) — французька політик-соціалістка, а також видавець (засновниця HB Éditions), есеїстка та біограф.

## Політична кар'єра
Бушардо була кандидатом від Об'єднаної соціалістичної партії (PSU) на президентських виборах 1981 року, отримавши 1,1 % голосів виборців. У період з 1979 по 1981 рік працювала на посаді національного секретаря партії. Бушардо також обіймала посаду міністра навколишнього середовища та способу життя в урядах Французької соціалістичної партії під керівництвом П'єра Моруа (1981—1984) та Лорана Фабіуса (1984—1986).

## Вибрані твори
- Сім'я Ренуара, 2004
- Велика віра, 1991
- Le déjeuner, 1998
- "Міністерство можливого ", 1986
- Les roches rouges: Portrait d'un père, 1997
- Leur père notre père, 1996
- Mes nuits avec Descartes, 2002
- Наталі Сарроте, 2003
- Pas d'histoire, les femmes, 1977
- Роуз Ноель, 1992
- Сімона Вейль, 1995 рік
- Все можливо, 1981
- Une institurion : La philo. dans l'enseignement du 2ème degré en France 1900–1972, 1975
- Un coin dans leur monde, 1980